# تريفور ماكالوم
تريفور ماكالوم هو لاعب كرة قدم كندي في مركز الدفاع، ولد في 14 نوفمبر 1961 في نوتنغهام في المملكة المتحدة. شارك مع منتخب كندا لكرة القدم. أما مع النوادي، فقد لعب مع تورونتو بليزارد.

## وصلات خارجية
- تريفور ماكالوم على موقع ناشيونال فوتبول تيمز (الإنجليزية)